# Kirby's Star Stacker
Kirby's Star Stacker, conegut al Japó com Kirby no Kirakira Kids (カービィのきらきらきっず, Kirby no Kirakira Kizzu, trad. aprox. como "Los niños chispeantes de Kirby") (カービィのきらきらきっず, Kirby no Kirakira Kizzu?, trad. aprox. com "Els nens espurnejants de Kirby"), és un videojoc de lògica desenvolupat per HAL Laboratory que va aparèixer originalment per la Game Boy en 1997. És el primer joc de trencaclosques de Kirby que no és una còpia d'un títol existent. Posteriorment va tenir un remake per Super Famicom que només va ser editat al Japó.

## Jugabilitat
Kirby Star Stacker és similar en molts aspectes a altres jocs de puzle que hi havia al moment del seu llançament, com principalment, Dr. Mario i Tetris. L'objectiu del joc és obtenir tants estels com sigui possible aparellant blocs (anomenats "amics" dins del joc) que cauen des de la part superior de l'àrea de joc. Hi ha tres tipus de blocs, tots basats en amics de Kirby de Kirby's Dream Land 2: Rick el hamster, Coo el mussol i Kine el peix. Cada estel s'obté col·locant-lo entre dos blocs aparellats. Quan això s'aconsegueix, l'estel en qüestió desapareix de l'àrea de joc juntament amb el parell de blocs que el tanquen. El joc es perd quan els blocs que cauen arriben fins al sostre de la zona de joc, així que és crític eliminar punts blocs com es puguin per mitjà dels estels.